# Боэм, Джеффри
Джеффри Дэвид Боэм (англ. Jeffrey David Boam; 30 ноября 1946 — 26 января 2000) — американский сценарист, кинопродюсер и телепродюсер.
Работал над такими известными фильмами, как «Мёртвая зона» 1983 года, «Внутреннее пространство», «Пропащие ребята» (оба 1987 года), «Индиана Джонс и последний крестовый поход» 1989 года, «Фантом» 1996 года, и первыми тремя фильмами франшизы «Смертельное оружие».
Джеффри Дэвид Боэм умер в городе Лос-Анджелес, в штате Калифорния 26 января 2000 года из-за сердечной недостаточности, вызванной редким заболеванием лёгких.

## Фильмография
- Испытательный срок (1978)
- Мёртвая зона (1983)
- Смертельное оружие (1987)
- Внутреннее пространство (1987)
- Пропащие ребята (1987)
- Забавная ферма (1988)
- Индиана Джонс и последний крестовый поход (1989)
- Смертельное оружие 2 (1989)
- Смертельное оружие 3 (1992)
- Иствикские ведьмы (1992)
- Фантом (1996)

## Награды и номинации
- 1990 — Премия «Хьюго» в категории «Лучшая постановка» — за «Индиану Джонса и последний крестовый поход»; вместе со Стивеном Спилбергом, Джорджем Лукасом, Менно Мейесом и Филипом Кауфманом (победа)[2]